# Richarlyson
Ne doit pas être confondu avec le footballeur Richarlison.
Richarlyson Barbosa Felisbino, plus communément appelé Richarlyson, est un footballeur international brésilien né le 27 décembre 1982 à Natal. Il joue au poste de milieu de terrain.
Il a été « outé » (son homosexualité est rendue publique) à la télévision brésilienne par le directeur administratif d'une équipe rivale. Lorsque Richarlyson a intenté une action en justice, la plainte a été rejetée par le juge, qui a déclaré que « le football était un sport masculin viril et pas homosexuel ». Richarlyson fait son coming out bisexuel en 2022.

## Palmarès

### Club
| São Paulo FC - Championnat du Brésil (3) : - Champion : 2006, 2007 et 2008. - Coupe du monde des clubs (1) : - Vainqueur : 2005. |  | Atlético Mineiro - Copa Libertadores (1) : - Champion : 2013. |

### Distinctions individuelles
- Vainqueur du Bola de Prata en 2007
- Membre de l'équipe-type du championnat du Brésil en 2007

## Télévision
- 2017: Dancing Brasil 1
- 2020: Made In Japão
- 2023: The Masked Singer Brasil 3
- 2025: Dança dos Famosos 22